# Die Schwestern des Bösen
Die Schwestern des Bösen (Sisters) ist ein US-amerikanischer Horrorfilm von Brian De Palma aus dem Jahr 1973.

## Handlung
Danielle Breton arbeitet als ein Fotomodell. Sie lernt den Werbeexperten Phillip kennen, den sie zu sich einlädt. Ihre Nachbarin Grace Collier, eine Journalistin, beobachtet später in Bretons Wohnung, wie Phillip brutal erstochen wird. Der Polizeiermittler Kelly besichtigt die angegebene Wohnung, in der er jedoch keine Spuren eines Verbrechens findet.
Collier beauftragt den Privatermittler Joseph Larch mit weiteren Nachforschungen. Larch findet heraus, dass Breton einen siamesischen Zwilling hatte, von dem sie getrennt wurde – Dominique. Dominique starb dabei, woraufhin Breton unter einer dissoziativen Identitätsstörung leidet und gelegentlich die Rolle ihrer toten Schwester annimmt.
Collier folgt Breton in ein Krankenhaus, in dem Danielle den Arzt Emil Breton tötet, mit dem sie früher eine Beziehung hatte. Kelly und seine Kollegen kommen in das Krankenhaus. Bedingt durch eine vorhergehende Hypnose kann sich Grace jedoch an den ersten Mord nicht mehr erinnern.

## Kritiken
Roger Ebert schrieb in der Chicago Sun-Times, der „elegante kleine“ Film sei als eine Hommage an Alfred Hitchcock gemacht worden, aber er habe ein eigenes Leben. Er funktioniere nicht wegen der Wendungen der Handlung, sondern wegen der Darstellungen. Margot Kidder und Jennifer Salt seien zwei Ausnahmen in der Welt der hübschen Darstellerinnen, die nicht spielen können; besonders Salt wirke überzeugend als eine „zähe und bockige Außenseiterin“.

„Spannender Psychothriller, der geschickt technische Perfektion mit einem spontanen Inszenierungsstil verbindet. Einige blutrünstige Effekte erfordern starke Nerven.“

## Auszeichnungen
Der Film wurde im Jahr 1975 als Bester Horrorfilm für den Golden Scroll nominiert.

## Hintergrund
Der Film wurde in New York City und in Great Meadows (New Jersey) gedreht. Seine Produktionskosten betrugen schätzungsweise 500.000 US-Dollar. Der Film wurde im August 1975 auf den Internationalen Filmfestspielen von Venedig vorgeführt.
2006 drehte Douglas Buck ein Remake mit dem Titel Sisters – Tödliche Schwestern, für den Produzenten des Original-Films, Edward R. Pressman, mit einem geschätzten Budget von 60.000 US-Dollar.
Die Indizierung des Films wurde im Jahr 2004 wieder aufgehoben, eine Neuprüfung durch die FSK im März 2020 ergab eine Altersfreigabe ab 16 Jahren für die ungeschnittene Fassung.